# Marthe Ogoundélé
Marthe Ogoundélé-Tessi – francuska polityk, pełniła obowiązki prezydenta Rady Terytorialnej Saint Martin od 25 lipca 2008 do 7 sierpnia 2008.

## Życiorys
Marthe Ogoundélé z wykształcenia jest nauczycielką. 15 lipca 2007 objęła stanowisko wiceprezydenta Rady Terytorialnej Saint-Martin. Była odpowiedzialna za zatrudnienie, edukację, kulturę, sprawy młodzieży i sport oraz transport szkolny. 25 lipca 2008 po rezygnacji z urzędu prezydenta Rady Terytorialnej przez Louisa-Constanta Fleminga przejęła jego obowiązki. 7 sierpnia 2008 przegrała wybory nowego prezydenta rady, zdobywając 7 głosów poparcia, podczas gdy jej rywal Frantz Gumbs zdobył 15 głosów. Po przegranej wycofała się z polityki.